# Storhövdat aftonfly
Storhövdat aftonfly (Acronicta megacephala) är en fjärilsart som beskrevs av Ignaz Schiffermüller 1776. Storhövdat aftonfly ingår i släktet Acronicta och familjen nattflyn. Arten är reproducerande i Sverige. Inga underarter finns listade i Catalogue of Life.

## Bildgalleri

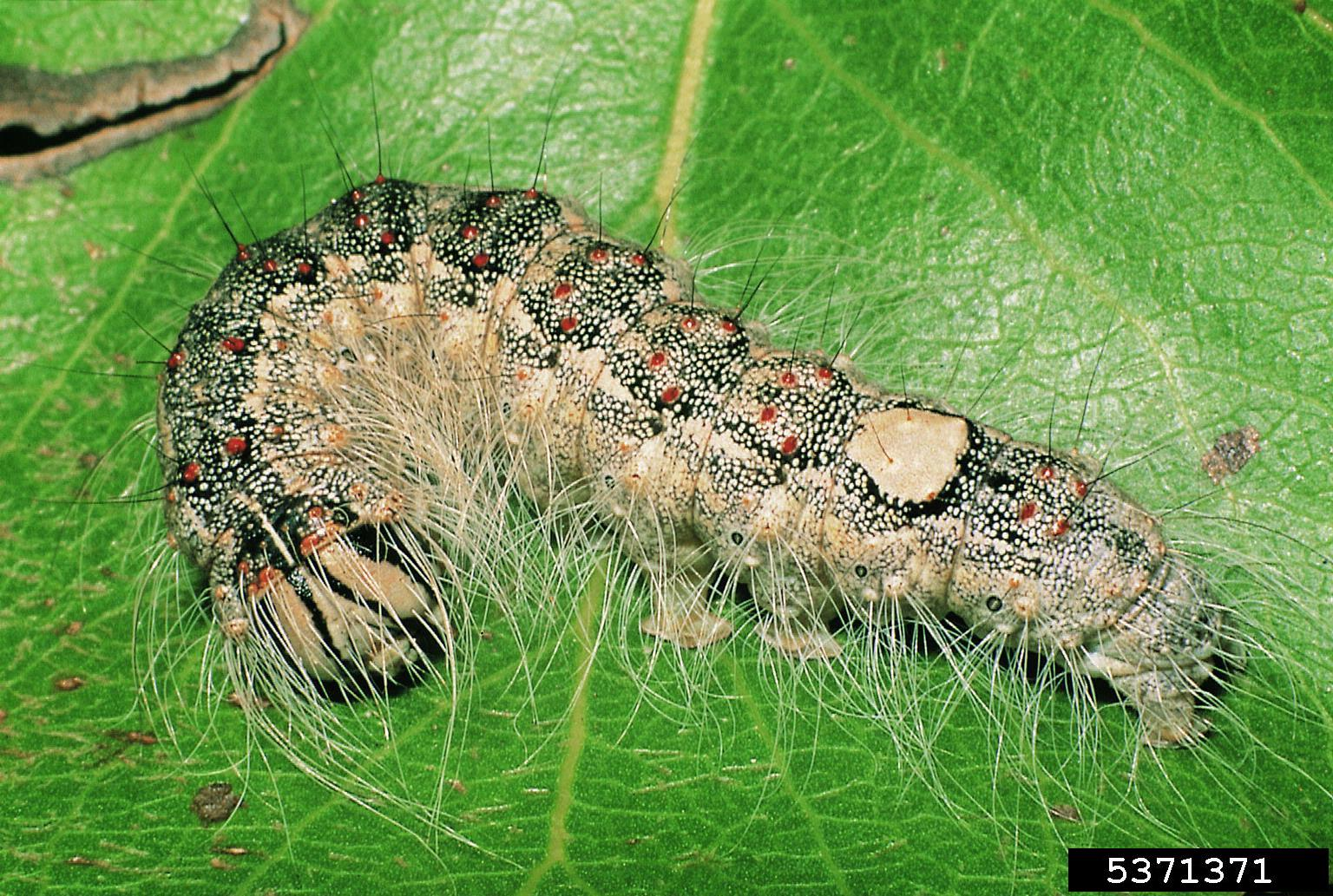
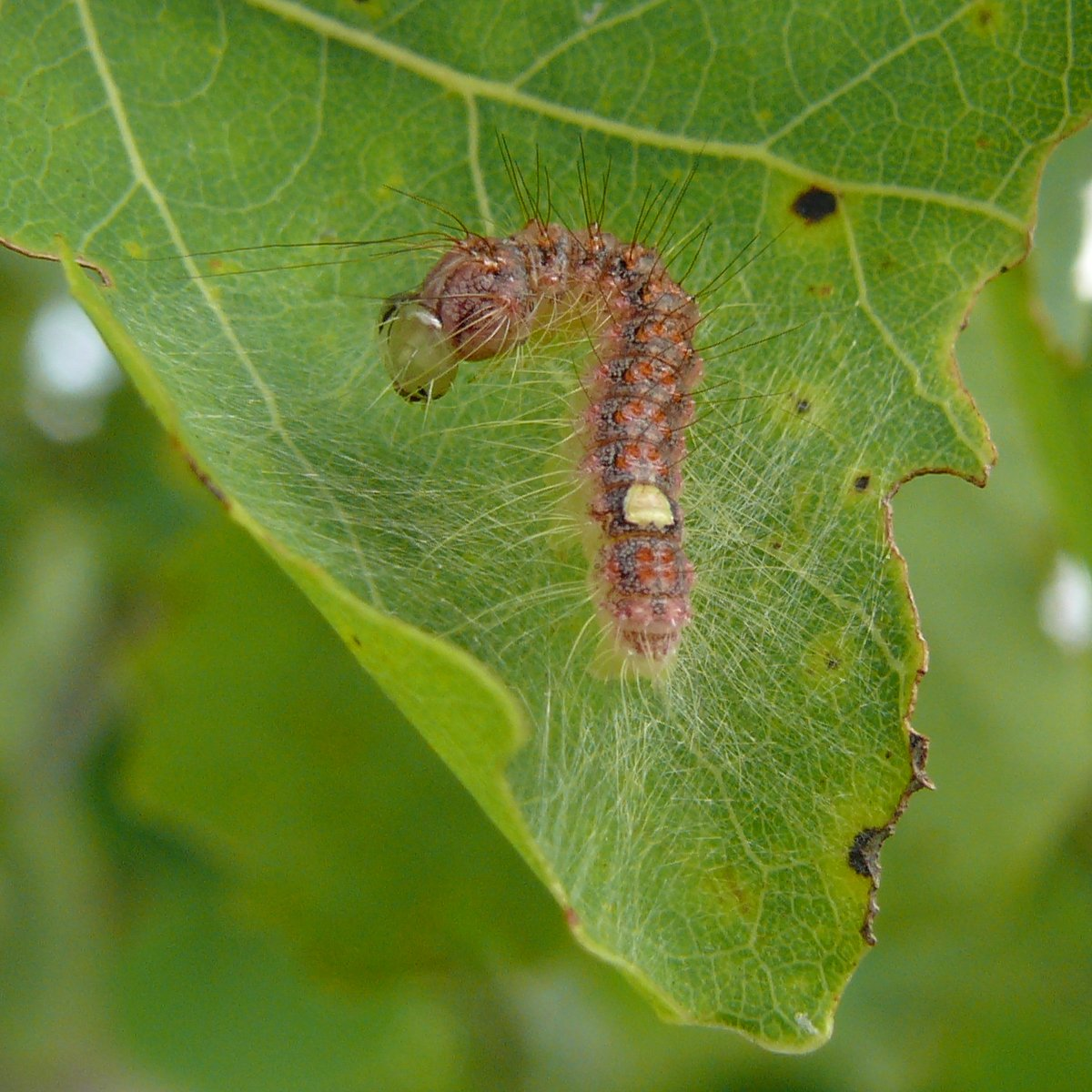